# Абросимова, Светлана Олеговна
Светлана Олеговна Абро́симова (род. 9 июля 1980, Ленинград, РСФСР, СССР) — российская профессиональная баскетболистка, завершила карьеру. Заслуженный мастер спорта России.
Член Олимпийской сборной России 2000 и 2008 годов.
Летом 2013 года баллотировалась в президенты Российской федерации баскетбола. В январе 2015 года стала генеральным директором Международной студенческой баскетбольной лиги. С 30 октября 2017 года по 29 ноября 2019 года была генеральным менеджером женской сборной России.

## Личная жизнь
Мать, воспитывает двух дочерей двойняшек — Маргариту и Марию. Родились в 2017 году. Дети являются гражданами США по факту рождения. 
По данным расследования Фонда борьбы с коррупцией, состоит в тайных и неофициальных отношениях с телеведущим Владимиром Соловьёвым, который и является отцом дочерей.

## Санкции
13 июня 2025 года Светлана Абросимова была внесена в санкционный список Канады лиц, которые по данным «Фонда борьбы с коррупцией», поддерживали нападение на Украину, либо извлекали выгоду от войны. Ранее «Фонд борьбы с коррупцией» внёс Абросимову в список коррупционеров и разжигателей войны так как она «является бенефициаром коррупционных схем российского пропагандиста и разжигателя войны Владимира Соловьёва».

## Награды
- Бронзовый призёр Олимпийских игр 2008 года.
- Чемпионка Европы: 2007, 2011.
- Чемпионка женской НБА (WNBA) 2010 года.
- Серебряный призёр чемпионата мира (1998, 2006).
- Серебряный призёр чемпионата Европы: 2005, 2009.
- Бронзовый призёр чемпионата Европы: 1999.
- Победитель Мировой лиги ФИБА: 2004 (MVP турнира).
- Бронзовый призёр Мировой лиги ФИБА: 2003.
- Победитель Женской Евролиги ФИБА: 2005, 2007.
- Бронзовый призёр Евролиги ФИБА: 2008, 2009.
- Обладатель Кубка Европы: 2013.
- Чемпион России: 2005, 2006, 2007, 2009, 2010, 2011, 2012.
- Серебряный призёр чемпионата России: 2004.
- Бронзовый призёр чемпионата России: 2008.
- Обладатель Кубка России: 2006, 2009, 2010, 2011, 2012.
- Обладатель приза «Золотая корзина — 2009» (учреждённое РФБ) в номинации «Лучшая российская баскетболистка».
- Медаль ордена «За заслуги перед Отечеством» II степени[12].